# Barry Zito

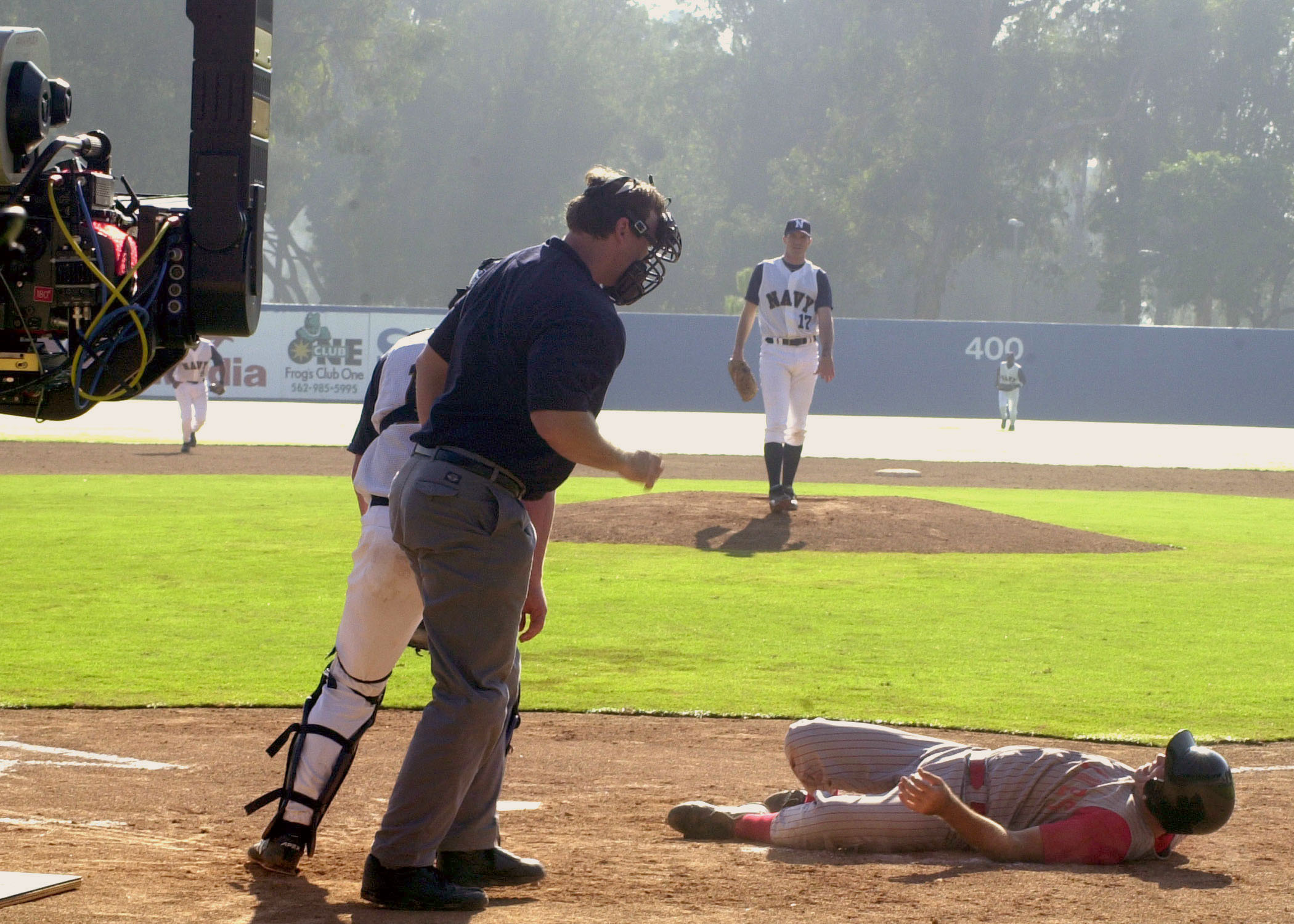
Barry Zito hade en gästroll i ett avsnitt av TV-serien På heder och samvete.

Barry William Zito, född 13 maj 1978 i Las Vegas i Nevada, är en amerikansk musiker och före detta professionell basebollspelare. Han spelade som pitcher för Oakland Athletics och San Francisco Giants i Major League Baseball (MLB) mellan 2000 och 2015.

## Biografi
Zito blev först draftad av Seattle Mariners i 1996 års MLB-draft men skrev inget kontrakt med dem. Han gick åter i 1998 års MLB-draft och valdes av Texas Rangers, även där skrev han inget kontrakt. Tredje gång gillt, blev Zito tillgänglig i MLB-draften året efter, den gången skrev han kontrakt med Oakland Athletics efter att de hade valt honom.
Han vann en World Series med San Francisco Giants. Zito vann också en Cy Young Award.
Efter spelarkarriären har han blivit musiker inom genren country. Han släppte sin första EP 2017.